# Eponidellinae
Eponidellinae es una subfamilia de foraminíferos bentónicos de la familia Epistomariidae, de la superfamilia Asterigerinoidea, del suborden Rotaliina y del orden Rotaliida. Su rango cronoestratigráfico abarca desde el Eoceno superior hasta la Actualidad.

## Clasificación
Eponidellinae incluye a los siguientes géneros:
- Elphidioides †
- Eponidella

Otros géneros considerados en Eponidellinae son:
- Paranonion, aceptado como Eponidella
- Pseudogyroidina, aceptado como Eponidella